# Akiko Kojima
Akiko Kojima (児島明子, Kojima Akiko), née le 29 octobre 1936 à Tokyo, est un mannequin japonais. Première Miss Univers originaire d'Asie, âgée de vingt-deux ans, Akiko fut choisie parmi cinq finalistes. Les autres finalistes représentaient l'Angleterre, le Brésil, les États-Unis, et la Norvège en 1959.
Une nouvelle Miss Univers japonaise a été élue en 2007, Riyo Mori.

## Vie privée
En 1966, Akiko Kojima épouse l'acteur Akira Takarada dont elle divorce en 1984. Leur fille aînée Michiru Kojima (ja) est chanteuse.